# Liste der Darsteller der Fernsehserie Emergency Room – Die Notaufnahme
Dieser Artikel gibt einen Überblick über alle Hauptdarsteller und die wichtigsten Neben- und Gastdarsteller der US-amerikanischen Krankenhausserie Emergency Room – Die Notaufnahme.

## Hauptbesetzung
|                    |                       | Staffeln | Staffeln | Staffeln | Staffeln | Staffeln | Staffeln | Staffeln | Staffeln | Staffeln | Staffeln | Staffeln | Staffeln | Staffeln | Staffeln | Staffeln | Episoden                                  | Episoden               |                                                                         |
| Schauspieler       | Rollenname            | 1        | 2        | 3        | 4        | 5        | 6        | 7        | 8        | 9        | 10       | 11       | 12       | 13       | 14       | 15       | Zugehörigkeit zur Hauptbesetzung          | Haupt- oder Nebenrolle | Deutscher Synchronsprecher                                              |
| ------------------ | --------------------- | -------- | -------- | -------- | -------- | -------- | -------- | -------- | -------- | -------- | -------- | -------- | -------- | -------- | -------- | -------- | ----------------------------------------- | ---------------------- | ----------------------------------------------------------------------- |
| Anthony Edwards    | Dr. Mark Greene       | ●        | ●        | ●        | ●        | ●        | ●        | ●        | ●        |          |          |          |          |          |          | ●        | 1–179, 316                                | 172                    | Hans Hohlbein                                                           |
| George Clooney     | Dr. Doug Ross         | ●        | ●        | ●        | ●        | ●        | •        |          |          |          |          |          |          |          |          | ●        | 1–106, 328                                | 108                    | Detlef Bierstedt                                                        |
| Noah Wyle          | (Dr.) John T. Carter  | ●        | ●        | ●        | ●        | ●        | ●        | ●        | ●        | ●        | ●        | ●        | •        |          |          | ●        | 1–245, 325–328, 331                       | 241                    | Oliver Feld                                                             |
| Sherry Stringfield | Dr. Susan Lewis       | ●        | ●        | ●        |          |          |          |          | ●        | ●        | ●        | ●        | ●        |          |          | ●        | 1–55, 161–246, 331                        | 128                    | Bettina Weiß                                                            |
| Eriq La Salle      | Dr. Peter Benton      | ●        | ●        | ●        | ●        | ●        | ●        | ●        | ●        |          |          |          |          |          |          | ●        | 1–167, 172, 178, 328, 331                 | 165                    | Stefan Fredrich (bis Staffel 4), Jörg Hengstler (ab Staffel 5)          |
| Julianna Margulies | Carol Hathaway        | • ●      | ●        | ●        | ●        | ●        | ●        |          |          |          |          |          |          |          |          | ●        | 2–134, 328                                | 132                    | Anke Reitzenstein (Staffeln 1–2, 6), Cathrin Vaessen (Staffeln 3–5, 15) |
| Gloria Reuben      | Jeanie Boulet         | •        | • ●      | ●        | ●        | ●        | ●        |          |          |          |          |          |          |          | •        |          | 31–119                                    | 89                     | Carola Ewert (bis Staffel 6), Anna Carlsson (Staffel 14)                |
| Laura Innes        | Dr. Kerry Weaver      |          | •        | ●        | ●        | ●        | ●        | ●        | ●        | ●        | ●        | ●        | ●        | ●        |          | • ●      | 48–280, 331                               | 215                    | Liane Rudolph                                                           |
| Maria Bello        | Dr. Anna Del Amico    |          |          | •        | ●        |          |          |          |          |          |          |          |          |          |          |          | 70–91                                     | 24                     | Debora Weigert                                                          |
| Alex Kingston      | Dr. Elizabeth Corday  |          |          |          | ●        | ●        | ●        | ●        | ●        | ●        | ●        | ●        |          |          |          | • ●      | 70–227, 331                               | 144                    | Peggy Sander                                                            |
| Kellie Martin      | Lucy Knight           |          |          |          |          | ●        | ●        |          |          |          |          |          |          |          |          |          | 92–127                                    | 34                     | Bianca Krahl                                                            |
| Paul McCrane       | Dr. Robert Romano     |          |          |          | •        | •        | ●        | ●        | ●        | ●        | ●        |          |          |          |          | •        | 114–209                                   | 107                    | Martin Keßler                                                           |
| Goran Višnjić      | Dr. Luka Kovač        |          |          |          |          |          | ●        | ●        | ●        | ●        | ●        | ●        | ●        | ●        | ●        | ●        | 114–290, 295, 298–300, 304, 306, 309, 312 | 175                    | Klaus-Peter Grap                                                        |
| Michael Michele    | Dr. Cleo Finch        |          |          |          |          |          | ●        | ●        | ●        |          |          |          |          |          |          |          | 114–167, 178                              | 52                     | Heide Domanowski                                                        |
| Erik Palladino     | Dr. Dave Malucci      |          |          |          |          |          | • ●      | ●        | ●        |          |          |          |          |          |          |          | 120–161                                   | 46                     | Christoph Banken                                                        |
| Ming-Na Wen        | (Dr.) Jing-Mei Chen   | •        |          |          |          |          | ●        | ●        | ●        | ●        | ●        | ●        |          |          |          |          | 123–232                                   | 92                     | Ghadah Al-Akel                                                          |
| Maura Tierney      | (Dr.) Abby Lockhart   |          |          |          |          |          | • ●      | ●        | ●        | ●        | ●        | ●        | ●        | ●        | ●        | ● •      | 125–310, 312                              | 183                    | Silke Matthias                                                          |
| Sharif Atkins      | (Dr.) Michael Gallant |          |          |          |          |          |          |          | • ●      | ●        | ●        | •        | •        |          |          |          | 172–219                                   | 55                     | Markus Pfeiffer                                                         |
| Mekhi Phifer       | Dr. Greg Pratt        |          |          |          |          |          |          |          | •        | ●        | ●        | ●        | ●        | ●        | ●        | ●        | 180–310                                   | 128                    | Dennis Schmidt-Foß                                                      |
| Parminder Nagra    | (Dr.) Neela Rasgotra  |          |          |          |          |          |          |          |          |          | • ●      | ●        | ●        | ●        | ●        | ●        | 204–331                                   | 128                    | Sonja Spuhl                                                             |
| Linda Cardellini   | Sam Taggart           |          |          |          |          |          |          |          |          |          | ●        | ●        | ●        | ●        | ●        | ●        | 206–331                                   | 125                    | Dascha Lehmann                                                          |
| Shane West         | Dr. Ray Barnett       |          |          |          |          |          |          |          |          |          |          | ●        | ●        | ●        |          | •        | 224–290                                   | 66                     | Marius Clarén                                                           |
| Scott Grimes       | Dr. Archie Morris     |          |          |          |          |          |          |          |          |          | •        | •        | ●        | ●        | ●        | ●        | 246–331                                   | 103                    | Robin Kahnmeyer                                                         |
| John Stamos        | (Dr.) Tony Gates      |          |          |          |          |          |          |          |          |          |          |          | •        | ●        | ●        | ●        | 269–331                                   | 65                     | Jaron Löwenberg                                                         |
| David Lyons        | Dr. Simon Brenner     |          |          |          |          |          |          |          |          |          |          |          |          |          | •        | ●        | 310–331                                   | 24                     | Frank Schaff                                                            |
| Angela Bassett     | Dr. Kate Banfield     |          |          |          |          |          |          |          |          |          |          |          |          |          |          | ●        | 311–331                                   | 16                     | Anke Reitzenstein                                                       |

## Neben- und Gastdarsteller, gruppiert nach ihren Rollen
Gast- und Nebendarsteller sind hauptsächlich in den Rollen des Medizinpersonals, der Patienten und der Verwandten der Hauptfiguren zu sehen. Der Umfang ihrer Auftritte bewegt sich zwischen einer Episode und mehreren Staffeln. Die folgende Liste nennt die wichtigsten Gast- und Nebenrollen mitsamt Schauspielern und relevanten Staffeln.

### Ärzte und Medizinstudenten

#### In der Notaufnahme
- Michael Ironside: Dr. William Swift (1, 4, 8)
- Christine Elise: Harper Tracy (2)
- Jorja Fox: Dr. Maggie Doyle (3–5)
- Omar Epps: Dr. Dennis Gant (3)
- Chad Lowe: (Dr.) George Henry (4, 11)
- Mare Winningham: Dr. Amanda Lee (5)
- Alan Alda: Dr. Gabriel „Gabe“ Lawrence (6)
- Leslie Bibb: Erin Harkins (9)
- Rossif Sutherland: Lester Kertzenstein (10)
- Glenn Howerton: Dr. Nick Cooper (10)
- Kevin Sussman: Colin (10)
- Eion Bailey: Jake Scanlon (11)
- Sara Gilbert: Jane Figler (11–13)
- John Leguizamo: Dr. Victor Clemente (12)
- Busy Philipps: Hope Bobeck (13, 14)
- Stanley Tucci: Dr. Kevin Moretti (13, 14)
- Gil McKinney: Dr. Paul Grady (14, 15)
- Mónica Guzmán: Marisol (14, 15)
- Kari Matchett: Dr. Skye Wexler (14)
- Shiri Appleby: Dr. Daria Wade (15)
- Emily Rose: Dr. Tracy Martin (15)
- Victor Rasuk: Dr. Ryan Sanchez (15)
- Alexis Bledel: Dr. Julia Wise (15)

#### In der Chirurgie
- Tyra Ferrell: Dr. Sarah Langworthy (1)
- CCH Pounder: Dr. Angela Hicks (1–4)
- William H. Macy: Dr. David Morgenstern (1–4, 15)[6]
- Matthew Glave: (Dr.) Dale Edson (2–5, 8, 9)
- Ron Rifkin: Dr. Carl Vucelich (2)
- Glenne Headly: Dr. Abby Keaton (3)
- John Aylward: Dr. Donald Anspaugh (3–15)
- David Brisbin: Dr. Alexander Babcock (4–8)
- Bruno Campos: Dr. Eddie Dorset (9, 10)
- Don Cheadle: Paul Nathan (9)
- Leland Orser: Dr. Lucien Dubenko (11–15)
- Dahlia Salem: Dr. Jessica Albright (12, 13)
- J. P. Manoux: Dr. Dustin Crenshaw (13–15)
- Aasif Mandvi: Manish (13)
- Steven Christopher Parker: Harold Zelinsky (14)
- Julian Morris: Dr. Andrew Wade (15)

#### In anderen Abteilungen
- Sam Anderson: Dr. Jack Kayson (1, 3–7, 9–11, 14)
- Amy Aquino: Dr. Janet Coburn (1–3, 6, 7, 10, 12–15)
- John Terry: Dr. David „Div“ Cvetic (1)
- Rick Rossovich: Dr. John „Tag“ Taglieri (1)
- David Spielberg: Dr. Neil Bernstein (1, 2)
- Scott Jaeck: Dr. Steven Flint (1–3, 5, 6, 9)
- Michael B. Silver: Dr. Paul Myers (2, 4–6, 9, 12, 14, 15)
- Harry J. Lennix: Dr. Greg Fischer (3)
- Jami Gertz: Dr. Nina Pomerantz (3)
- Ted Rooney: Dr. Tabash (3–5)
- Dennis Boutsikaris: Dr. David Kotlowitz (4, 5)
- John Doman: Dr. Carl DeRaad (5–7, 9)
- Chris Sarandon: Dr. Burke (7, 8)
- Elizabeth Mitchell: Dr. Kim Legaspi (7)
- Paul Blackthorne: Dr. Jeremy Lawson (10)
- Gina Ravera: Dr. Bettina DeJesus (13–15)
- Charles Esten: Dr. Barry Grossman (14)
- Bresha Webb: (Dr.) Laverne St. John (14, 15)

### Krankenpflegepersonal
Notaufnahme:
- Conni Marie Brazelton: Connie Oligario (1–10)
- Ellen Crawford: Lydia Wright (1–10, 15)
- Deezer D: Malik McGrath (1–15)
- Yvette Freeman: Haleh Adams (1–15)
- Lily Mariye: Lily Jarvik (1–15)
- Laura Cerón: Chuny Marquez (1–15)
- Vanessa Marquez: Wendy Goldman (1–3)
- Gedde Watanabe: Yosh Takata (4–10)
- Kyle Richards: Dori (4, 6–13)
- Kristen Johnston: Dr. Eve Peyton (12)
- April Lee Hernández: Inez (12)
- Kip Pardue: Ben Parker (13)
- Angel Laketa Moore: Dawn Archer (13–15)

In anderen Abteilungen:
- Dinah Lenney: Shirley (1–15)
- Bellina Logan: Kit (3–11, 14)
- Morris Chestnut: Frank „Rambo“ Bacon (6, 7)

### Notaufnahmekoordinatoren und Stationssekretäre
- Glenn Plummer: Timmy Rawlins (1, 13)
- Abraham Benrubi: Jerry Markovic (1–5, 8–13, 15)
- Małgorzata Gebel: Dr. Bogdanilivestsky 'Bob' Romansky (1–2)
- Kristin Minter: Randi Fronczak (2–10)
- Charles Noland: E-Ray Bozman (2–4)
- Troy Evans: Frank Martin (6–15)
- Mariska Hargitay: Cynthia Hooper (4)

### Rettungssanitäter, Feuerwehrleute und Polizisten
- Emily Wagner: Doris Pickman (1–15)
- Montae Russell: Dwight Zadro (1–15)
- Mike Genovese: Al Grabarsky (1–6)
- Ron Eldard: Ray „Shep“ Shepard (2, 3)
- Carlos Gómez: Raul Melendez (2)
- Michael Cudlitz: Battalion Chief Lang (2)
- Lyn A. Henderson: Pamela Olbes (2–15)
- Brian Lester: Brian Dumar (3–15)
- George Eads: Greg Powell (4)
- Ed Lauter: Dannaker (4, 5, 7, 8)
- Demetrius Navarro: Morales (5–15)
- Michelle Bonilla: Christine Harms (5–15)
- Cress Williams: Reggie Moore (5, 6, 14)
- Lisa Vidal: Sandy Lopez (8–10)
- Donal Logue: Chuck Martin (9–11)
- Louie Liberti: Bardelli (10–15)
- Christopher Amitrano: Hollis (11–15)

### Angehörige der Hauptfiguren
- Ving Rhames: Walter Robbins (1–3)
- Khandi Alexander: Jackie Robbins (1–8)
- Beah Richards: Mae Benton (1)
- Lisa Zane: Diane Leeds (1)
- Wolfgang Bodison: Al Boulet (1)
- Michael Beach: Al Boulet (2–4)[7]
- Andrea Parker: Linda Farrell (1, 2)
- Kathleen Wilhoite: Chloe Lewis (1, 2, 8)
- Christine Harnos: Jennifer Greene bzw. Jennifer Simon (1–5, 7, 8)
- Yvonne Zima: Rachel Greene (1–6)
- James Farentino: Ray Ross (2)
- Paul Dooley: Henry Lewis (2, 10)
- Valerie Perrine: Cookie Lewis (2)
- Marg Helgenberger: Karen Hines (2)
- Lisa Nicole Carson: Carla Reece bzw. Carla Simmons (3–7)
- Victor Williams: Roger McGrath (4, 5, 7)
- John Cullum: David Greene (4, 6)
- Frances Sternhagen: Millicent Carter (4, 6–9)
- Jonathan Scarfe: Chase Carter (4, 7)
- Matthew Watkins: Reese Benton (5–8, 15)
- Paul Freeman: Dr. Charles Corday (5, 7, 9)
- Judy Parfitt: Isabelle Corday (6, 7, 9)
- Mark Valley: Richard Lockhart (7, 8, 10)
- Sally Field: Maggie Wyczenski (7, 9, 13)
- Vondie Curtis-Hall: Roger McGrath (8)[8]
- Hallee Hirsh: Rachel Greene (8, 10, 15)[9]
- Michael Gross: John „Jack“ Carter Jr. (8–10)
- Mary McDonnell: Eleanor Carter (8)
- Tom Everett Scott: Eric Wyczenski (9)
- Marcello Thedford: Leon (9)
- Cole Hauser: Steve Curtis (10)
- Joy Bryant: Valerie Gallant (10)
- Oliver Davis: Alex Taggart (10, 11)
- Danny Glover: Charlie Pratt (11, 12)
- Jordan Calloway: K. J. Thibeaux (11, 12)
- Hassan Johnson: Darnell Thibeaux (11–13)
- Garret Dillahunt: Steve Curtis (11–13)[10]
- Sam Jones III: Chaz Pratt (11–15)
- Frances Fisher: Helen Kingsley (11)
- Callie Thorne: Jodie Kenyon (12)
- Dominic Janes: Alex Taggart (12, 13, 15)[11]
- Chloe Greenfield: Sarah Riley (13–15)
- Paula Malcomson: Meg Riley (13)
- Fred Ward: Eddie Wyczenski (13)
- Stacy Keach: Mike Gates (13)
- Courtney B. Vance: Russell Banfield (15)
- Justina Machado: Claudia Diaz (15)
- Shannon Woodward: Kelly Taggart (15)
- Amy Madigan: Mary Taggart (15)

### Andere Krankenhausangestellte
- Erica Gimpel: Adele Newman (3–9)
- Penny Johnson Jerald: Lynette Evans (5)
- Lourdes Benedicto: Rena Trujillo (7)
- Julie Delpy: Nicole (8)
- Daniel Dae Kim: Ken Sung (10)
- Mädchen Amick: Wendall Meade (11)
- Reiko Aylesworth: Julia Dupree (14)
- China Shavers: Olivia Evans (11, 12)
- Malaya Rivera Drew: Katey Alvaro (13, 14)

### Patienten und ihre Angehörigen
- Rosemary Clooney: Mary Cavanaugh bzw. Madam X (1)
- Kevin Michael Richardson: Patrick (1)
- Red Buttons: Jules „Ruby“ Rubadoux (2, 11)
- Mary Mara: Loretta Sweet (2)
- Lucy Liu: Mei-Sun Leow (2)
- Kirsten Dunst: Charlie Chiemingo (3)
- Caitlin Dulany: Heather Morgan (4)
- Trevor Morgan: Scott Anspaugh (4)
- Julie Bowen: Roxanne Please (5)
- Djimon Hounsou: Mobalage Ekabo (5)
- Rebecca De Mornay: Elaine Nichols (6)
- Lawrence Monoson: Dean Rollins (6)
- Gabrielle Union: Tamara „Tammy“ Davis (6)
- David Krumholtz: Paul Sobriki (6, 8)
- Liza Weil: Samantha Sobriki (6, 8)
- Paul Adelstein: Hank Loman (6, 8)
- James Cromwell: Lionel Stewart (7)
- James Belushi: Dan Harris (7)
- Jared Padalecki: Paul Harris (7)
- Shelly Cole: Laura Avery (8)
- Dana Elcar: Manny Kendovich (8)
- Christina Hendricks: Joyce Westlake (8)
- Matthew Settle: Brian Westlake (8)
- Lake Bell: Jody Holmes (9)
- Bruce Weitz: Stadtrat John Bright (9)
- Aaron Paul: Doug
- Ed Asner: Dr. James McNulty (9)
- Patrick Fugit: Sean Simmons (9)
- Josh Radnor: Keith (9)
- Bob Newhart: Ben Hollander (10)
- Ray Liotta: Charlie Metcalf (11)
- Pat Carroll: Rebecca Chadwick (11)
- Louise Fletcher: Roberta „Birdie“ Chadwick (11)
- Cynthia Nixon: Ellie Shore (11)
- Kat Dennings: Zoe Butler (12)
- Stana Katić: Blaire Collins (12)
- James Woods: Dr. Nate Lennox (12)
- Armand Assante: Richard Elliott (12, 13)
- John Mahoney: Bennett Cray (13)
- Charlayne Woodard: Angela Gilliam (13)
- Forest Whitaker: Curtis Ames (13)
- Michelle Hurd: Courtney Brown (13)
- Lois Smith: Gracie (13)
- Masam Holden: Teller (13)
- Annabella Sciorra: Diana Moore (13)
- Natacha Roi: Serena Lipnicki (14)
- Miles Heizer: Joshua Lipnicki (14)
- Hal Holbrook: Walter Perkins (14)
- Aida Turturro: Sheryl Hawkins (14)
- Steve Buscemi: Art Masterson (14)
- Ernest Borgnine: Paul Manning (15)
- Dorian Christian Baucum: Max Gonzalez (15)
- Louis Gossett Jr.: Leo Malcolm (15)
- Hedy Burress: Joanie Moore (15)
- Ariel Winter: Lucy Moore (15)
- Susan Sarandon: Nora (15)

### Andere Figuren
- Clancy Brown: Dr. Ellis West (4)
- Dan Hedaya: Herb Spivak (4, 11)
- Simone-Elise Girard: Gillian (9, 10)
- Diane Delano: Stella Willis (9)
- Nina Bell: Dr. Gordana Horvat (9)
- Thandie Newton: Makemba „Kem“ Likasu (10, 11, 15)
- Mary McCormack: Debbie (10, 12)
- Keith David: Pastor Watkins (13)
- Susan Yeagley: Reporterin (9)